# Fernando del Paso

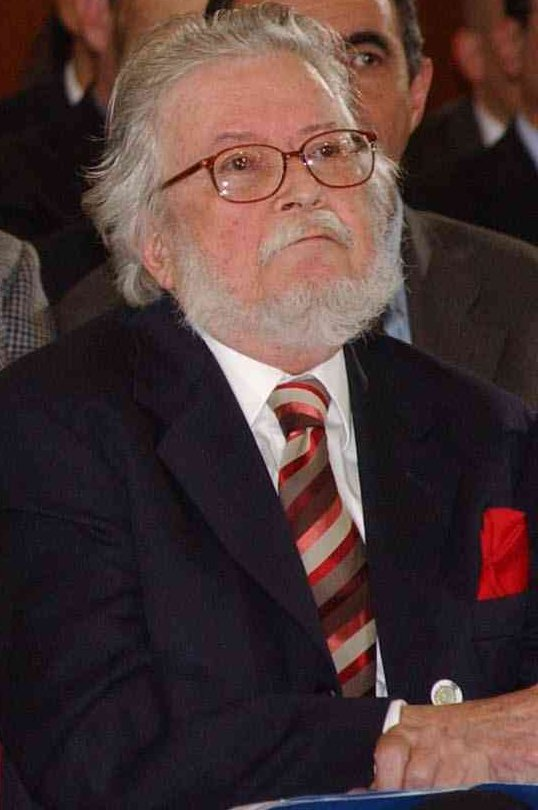
Fernando del Paso

Fernando del Paso Morante (Mexico-Stad, 1 april 1935 - Guadalajara, 14 november 2018) was een Mexicaans schrijver.

## Biografie
Del Paso wilde aanvankelijk dokter worden, maar net als een van zijn romanpersonages, Palinurus, kon hij niet tegen bloed. Hij besloot daarom economie en literatuur aan de Nationale Autonome Universiteit van Mexico te gaan studeren en werkte vervolgens als publicist, televisiemaker en journalist. Daarnaast was hij actief als cartoonist en schilder.
In 1955 begon hij te werken als tekstschrijver voor diverse reclamebureaus. In die tijd begon hij aan de kleine dichtbundel Sonetos de lo diario, die sterk geïnpireerd was op het werk van William Faulkner, James Joyce, Juan Rulfo en Lewis Carroll. Het boek verscheen in 1958.
De roman José Trigo voltooide hij met de steun van een subsidie die hij in 1965 ontving van het Centro Mexicano de Escritores. Met dit boek, dat het jaar erop verscheen, won hij de Premio Xavier Villaurrutia. Het duurde tien jaar om deze roman te voltooien en hetzelfde was het geval met zijn volgende twee werken.
Met een subsidie van de Ford Foundation kon Del Paso in 1969 naar Iowa reizen om er deel te nemen aan het "International Writing Program". Hij bleef er drie jaar.
In 1971 verhuisde hij opnieuw, ditmaal naar Londen, met de steun van een Guggenheim Fellowship, een beurs die hem in 1981 opnieuw werd toegekend.
In Londen begon hij aan zijn volgende roman, Palinuro de México (vertaald als Palinurus van Mexico), die werd gepubliceerd in 1977. De roman won in 1982 de Premio Rómulo Gallegos, een tweejaarlijkse Venezolaanse internationale literatuurprijs, die wordt beschouwd als een van de belangrijkste literaire onderscheidingen van Zuid-Amerika. Tijdens zijn verblijf in Londen werkte hij, naast zijn literaire projecten, als radioproducent, schrijver en presentator van de BBC.
Na 14 jaar in Londen te hebben gewoond, verhuisde hij in 1985 naar Parijs, waar hij werkzaam was als cultureel adviseur bij de ambassade van Mexico. Deze functie oefende hij gedurende drie jaar uit. Tegelijkertijd werkte hij voor Radio France Internationale als schrijver en producer. In hetzelfde jaar werd Palinurus van Mexico in het Frans vertaald. De roman werd door Franse recensenten lovend ontvangen en het boek ontving de prijs voor het beste buitenlandse boek in Frankrijk (Prix du Meilleur livre étranger). In 1986 won hij de prijs van de Radio Nacional de España voor het beste Spaanstalige literaire programma met zijn Brief aan Juan Rulfo (Carta a Juan Rulfo).
In 1988 publiceerde hij Nieuwsberichten uit het Keizerrijk (Noticias del Imperio), een werk dat gerekend wordt tot de zogenaamde Latijns-Amerikaanse "nieuwe historische romans". Dit encyclopedische boek, gebaseerd op het leven van keizer Maximiliaan van Mexico en zijn gemalin Charlotte van België, is niet louter een eenzijdige beschrijving van "wat er is gebeurd", maar biedt vele mogelijke versies van de belangrijkste gebeurtenissen in het leven van de protagonisten en de Franse interventie in Mexico. Dit werk was van cruciale invloed op schrijvers van latere generaties, in het bijzonder Cubaanse schrijvers zoals Leonardo Padura in zijn werk De roman van mijn leven (La novela de mi vida) en, vooral stilistisch, op Fernando Velázquez Medina in zijn experimentele roman Laatste rumba in Havana (Última rumba en La Habana).
In 1989 werd Del Paso benoemd tot consul-generaal van Mexico in Parijs, een functie die hij tot 1992 bekleedde.
In 1992 keerde hij terug naar Mexico en werd hij directeur van de Latijns-Amerikaanse Bibliotheek Octavio Paz van de Universiteit van Guadalajara. Hij begon aan zijn volgende roman, in het genre van de literaire thriller, die in 1995 onder de titel Linda 67 verscheen.
In mei 2007 eerde de Universiteit van Guadalajara hem door een van haar bibliotheken, gelegen in het Centro Universitario de la Ciénega, de naam Biblioteca Mediateca Fernando del Paso (Fernando del Paso Bibliotheek en Mediatheek) te geven.
Naast de eerder genoemde prijzen, ontving Del Paso onder meer de volgende onderscheidingen: de prijs Novela México 1975, de Mazatlán de Literatura 1988, de Nacional de Lingüística y Literatura 1991 en de Premio FIL de Literatura 2007. In 1993 werd hij benoemd tot Creador Emérito ("eminent schepper"). In oktober 2006 werd hij verkozen tot corresponderend lid van de Academia Mexicana de la Lengua, de Mexicaanse academie voor taal.
Del Paso is naast zijn literaire werk ook actief als tekenaar en schilder. Zijn werk werd tentoongesteld in Londen, Madrid, Parijs en diverse steden in de Verenigde Staten. In Mexico-Stad exposeerde hij in het Museum voor Moderne Kunst en het Museo de Arte Carrillo Gil, en in Guadalajara in het Hospicio Cabañas.
Hij overleed op 83-jarige leeftijd in een ziekenhuis in Guadalajara.

### Essays
- 1992: El coloquio de invierno (i.s.m. Carlos Fuentes en Gabriel García Márquez)
- 1994: Memoria y olvido: Vida de Juan José Arreola

### Romans
- 1966: José Trigo
- 1977: Palinuro de México
- 1987: Noticias del Imperio
- 1995: Linda 67: Historia de un crimen

### Poëzie
- 1958: Sonetos de lo diario
- 1988: De la A a la Z
- 1990: Paleta de diez colores
- 1997: Sonetos del amor y de lo diario
- 2002: Castillos en el aire
- 2004: PoeMar

### Toneel
- 1988: La loca de Miramar
- 1992: Palinuro en la escalera
- 1998: La muerte se va a Granada

### Verhalen
- 1999: Cuentos dispersos

### Overig
- 1991: Douceur et passion de la cuisine mexicaine
- 1996: Trece Técnicas Mixtas
- 2000: 2000 caras de cara al 2000